# Francisco Huenchumilla
Francisco Huenchumilla Jaramillo, né le 22 mars 1944 à Temuco, est un avocat et homme politique chilien. Figure politique d'origine mapuches, il est membre du Parti démocrate-chrétien.
Sénateur chilien depuis le 11 mars 2018. Il est auparavant député pendant trois mandats consécutifs, entre 1990 et 2002. Il est également maire de Temuco entre 2004 et 2008, ou encore Sous-secrétaire à la Marine et Ministre-secrétaire général de la présidence pendant le gouvernement du président Ricardo Lagos. Entre mars 2014 et août 2015, il est nommé Intendant de la région de l'Araucanie pendant le second gouvernement de Michelle Bachelet.
À partir du 26 juillet 2025, il est élu président par intérim du Parti démocrate-chrétien après la démission d'Alberto Undurraga (es).

## Biographie

### Familles et études
Il est né du mariage de Francisco Huenchumilla Pichihueche, sous-officier de l' armée, et de Blanca Delia Jaramillo Rivera. Enfant, il fut atteint de tuberculose qui le contraint à cinq ans de repos.
Il mène ses études primaires dans une école Temuco et à l'école missionnaire Padre Las Casas ; ses études secondaires au séminaire capucin de San José de la Mariquina et au séminaire de Paine. Il intègre ensuite la faculté de droit de l'Université du Chili, où il obtient sa licence en sciences juridiques et sociales, avec la thèse : « Sécurité sociale étudiante de 1969 ». 
Il obtient également son diplôme d'avocat le 16 avril 1971. 

#### Vie privée
Francisco Huenchumilla est marié depuis 1983 à María Antonieta Suárez. Il est père de six enfants.

### Dirigeant régional du PDC et député

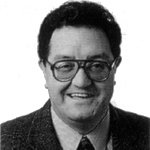
Portrait officiel du député Francisco Huenchumilla (1990).

En 1964, il adhère au Parti démocrate-chrétien. Il est conseiller, président provincial et délégué au Conseil national du parti. Il est également président de l'Association des travailleurs de la Corporation de réforme agraire de Cautín (1971-1973), dirigeant de la Centrale unitaire provinciale des travailleurs du Chili (CUT) et conseiller du Barreau chilien.
Après 1973, il a conseillé des entreprises, des organisations et des syndicats. Il s'est également consacré à l'enseignement, en tant qu'universitaire à l'Université de la Frontière à Temuco.
Il participe au référendum chilien de 1988 en tant que coordinateur de la Coalition de partis pour la démocratie et a été président de la campagne u Non dans la région d'Araucanie.
Lors des élections parlementaires chiliennes de 1989, il est élu député de la circonscription n°50, qui correspond aux communes de Temuco et Padre Las Casas (région d'Araucanie), pour la législature entre 1990 et 1994. Il obtient 38,67% des suffrages exprimés. 
Pendant son mandat, il est membre de la Commission des Finances et de celle de la Défense. Il est également membre de la Commission spéciale des peuples autochtones, dont il est président. 
Lors des élections parlementaires chiliennes de 1993 (es), il est réélu député dans la même circonscription, la 50e région de la région d'Araucanie, pour la législature entre 1994 et 1998. Il reste membre de la Commission des Finances et de la Défense. Il fut le premier vice-président de la Chambre entre le 19 mars et le 19 novembre 1996.
Lors des élections parlementaires chiliennes de 1997 (es), il est réélu pour la deuxième fois député de la circonscription n° 50, pour la législature entre 1998 et 2002. Il ne siége qu'à la Commission des Finances. 
En 2001, il perd une primaire interne pour être investi en tant que candidat au Sénat face à son camarade Jorge Lavandero (es) (PDC). Cependant, la même année, il est nommé par le président Ricardo Lagos comme membre de la « Commission de la vérité historique et du Nouveau Pacte avec les peuples autochtones », et également conseiller du président pour « comprendre la vision des peuples autochtones sur les événements historiques du pays » et chargé de recommander une nouvelle politique de l'État en relation avec les peuples autochtones.

### Ministre et maire de Temuco
Le 26 septembre 2002, six mois après avoir quitté le Congrès national, il prête serment comme sous-secrétaire de la Marine sous le président Ricardo Lagos, fonction qu'il occupe jusqu'à sa nomination en avril 2003 comme Ministre-secrétaire général de la présidence.
Il démissionne de ses fonctions le 10 juin 2004 pour se présenter à la mairie de Temuco aux élections municipales de la même année. Il remporte l'élection avec 56,03% des voix,. Il exercice ses fonctions jusqu'en décembre 2008.
Lors des élections parlementaires de 2009, Il s'est présenté au Sénat, au sein de la circonscription n°15 de la région de l'Araucanie. Il obtient 51 577 voix (20,15%) et n'est pas élu.
Lors des élections municipales de 2012, il se présente comme candidat à la mairie de Temuco, représentant son parti, sur la liste « Concertation démocratique ». Il obtient 29 905 voix (37,51 %). Cependant, il n'est pas élu car il est dépassé par Miguel Becker (es), de Rénovation nationale (RN).

### Intendant de l'Araucanie
En février 2014, la présidente élue Michelle Bachelet, annonce sa nomination en tant qu'Intendant de la région d'Araucanie, il est investi le 11 mars 2014.
Pendant son mandat d'Intendant, il tente de nouer des relations avec les communautés mapuches de la région afin de trouver une solution à leurs revendications ethniques. Le lendemain de son investiture, le 12 mars 2024, il présente ses excuses au peuple mapuche « pour la dépossession de leurs terres par l' État chilien ». Sa stratégie est perçue à la fois positivement et négativement au sein des communautés autochtones, tout en étant critiqué par l'opposition au gouvernement. Face à ce bilan en demi-teinte et les critiques, il est démis de ses fonctions le 25 août 2015.

### Sénateur et président par intérim du Parti démocrate-chrétien
Lors des élections parlementaires de 2017, il est à nouveau candidat au Sénat avec la coalition « Convergence démocratique ». Il obtient 38 203 voix (11,31%), il est élu sénateur. Il prend ses fonctions le 11 mars 2018.
Le 26 juillet 2025, Francisco Huenchumilla est nommé Président par intérim du  du Parti démocrate-chrétien après la démission d'Alberto Undurraga (es) et le soutien du parti à la candidature de Jeannette Jara et le ralliement à la coalition de gauche Unité pour le Chili.